# Це забійне почуття
«Це забійне почуття» — кінофільм режисера Джейсона Джеймса, що вийшов на екрани в 2013.

## Зміст
У Адамі Мерфі - успішному агента з продажу нерухомості і переконаний холостяк - раптово прокидається пекуче відчуття від невдалої в житті кохання, коли він одного разу усвідомлює, що в житті він залишився зовсім один, з усіма своїми вадами і недоліками, яких він раніше не помічав.

## Ролі
| Актор           | Роль |
| --------------- | ---- |
| Джон Чо         | -    |
| Емілі Хемпшир   | -    |
| Тайлер Лабайн   | -    |
| Джулія Андерсон | -    |
| Паоло Костанзо  | -    |
| Керрі Флемінг   | -    |
| Делайла Бела    | -    |
| Джей Бразо      | -    |
| Інгрід Хаас     | -    |
| Джордана Ларги  | -    |

## Знімальна група
- Режисер — Джейсон Джеймс
- Сценарист — Нік Кіттон, Джейсон Джеймс, Кірстен Сміт
- Продюсер — Джейсон Джеймс, Марк Стефенсон, Джод Кардинал
- Композитор — Andrew Harris